# 既然這樣就去青瓦台
《既然這樣就去青瓦台》（韓語：이렇게 된 이상 청와대로 간다），為韓國於2021年11月12日在WAVVE播出，由尹成浩執導。此劇講述前奧運金牌得主，被任命為文化體育觀光部長官的“李正恩”。面對丈夫政治評論家“金成南”的綁架事件，東奔西走的1周時間裡意外地成為了總統候選人。是一部講述大韓民國局勢劇變的搞笑、真實的政治黑色喜劇。

## 演員陣容

### 主要人物
| 演員   | 角色   | 介紹 |
| 金成鈴 | 李正恩 | 前任射擊國家代表，別名是“80年代金妍兒”。 雖然以保守黨初選議員開始了政治生涯，但卻意外地被現政權選為文體部長，這是一個諷刺。既然如此，就以初有的事態為契機，實現從議員時期開始就懷有的目標，是意外的野心家。但在就任長官後，被捲入丈夫的綁架事件，迎來了新的局面。 |
| 裴海善 | 車正媛 | 是把擁有第四屆選區尊嚴的現任在野黨的傑出人物李正恩吸引到政界的人，也是最討厭李正恩部長的人。因涉嫌與大型購物中心“卡德花園”有勾結關係，放棄了上一次的大選，終於喘口氣回來了。為了夢想已久的進入青瓦台的野心，任何事情都毫不猶豫。                                  |
| 白鉉真 | 金成南 | 一個進步的政治評論家。不僅是時事熱點，還想方設法地站在這個時代青年的一邊，但是青年們並不瞭解他。諷刺的是，在自己責備的上一届政權時期，賣得更好。現在只是長官的丈夫。希望重新獲得過去迷人的（？）腦性感男稱號。                                                    |
| 李學周 | 金秀鎮 | 文體部長隨行秘書。獲得李正恩相當的信任，他正處於助理界的頂峰。“不知何故，一個公職人員”，對正恩表現出相當的忠誠。諷刺的是，他原本是車正元的心腹。 |

### 文化體育觀光部
| 演員   | 角色   | 介紹                                                                                                |
| 鄭勝吉 | 崔秀宗 | 文體部企劃調整室長。從YS時期開始一直守著“文光部”的“常上公務員”在災難面前總是有想出更糟情况的本事。  |
| 李彩恩 | 申元熙 | 文體部最年輕的發言人。公關界的鋼鐵心態。毫不猶豫地向新任長官直言不諱的菜鳥。                        |
| 金慶一 | 高志燮 | 保鏢。因為不利條件，不得不離開青瓦台警衛室。 以公職人員為目標的恐怖活動預告現在臨時常駐部長辦公室。 |
| 金禮志 | 孟素丹 | 文體部数位溝通組公務職（契约職）職員，Vlog擔當。                                                    |
| 梁炫民 | 徐道元 | 文體部政策助理                                                                                      |
| 金炫明 | 柳敏九 | 文體部数位溝通組長代理。大量的談話和大量的工作。                                                    |

### 青瓦台
| 演員               | 角色   | 介紹 |
| 許正道             | 嚴大俠 | 青瓦台政務首席。在野黨議員出身的政治家鄭恩大膽提議擔任長官一職。口口聲聲說“要一起去”。雖然是總統最親信，但卻不瞭解總統的意圖。 |
| 權炳吉             | 宋載榮 | 青瓦台秘書室長。 |
| 宋俊錫（聲音出演） | 總統   | |

### 每日主義
| 演員   | 角色   | 介紹                                                                         |
| 金宇謙 | 申教煥 | 《每日主義》記者。文體部職員孟素丹的前男友。                                 |
| 金圭道 | 李雄   | 《每日主義》主編。雖然自稱憤世嫉俗，但他渴望《內羅南布研究中心》的票房成功。 |

### 體壇
| 演員   | 角色   | 介紹 |
| 金銀優 | 張仁圭 | 前任田徑教練。因對學生實施性暴力而被判處無期徒刑，但被減刑釋放。他對正恩懷恨在心，後者讓自己成為推動消除文化和體育界性暴力問題的目標。 |
| 安多晶 | 吳佳恩 | 體育界暴力事件的倖存者。“英姿颯爽的品性。”這與強迫“受害者”的徐道元產生了衝突。                                                         |
| 秋天   | 吳閔靜 | 少年田徑夢之樹。在她的母親之後，抵擋了教練張仁奎不斷虐待的李正恩部長也跟著她。                                                         |

### 國家調查組
| 演員   | 角色   | 介紹                                                                                                   |
| 姜吉佑 | 沈大喜 | 行政長官直屬的國家搜查本部搜查官。暗中負責大臣丈夫失踪案。自從部長是一名活躍的球員以來，就一直是球迷。 |
| 裴明真 | 馬警官 | 沈大喜的同事。行動派，直話偏要說得粗魯。                                                               |

### 其他人物
| 演員             | 角色   | 介紹 |
| 權泰元           | 彭吉坦 | 從講臺上除名的牧師。經常發表政治性的突出發言，夢想著韓國的撲克牌。                                                                                                  |
| 尹錦善雅         | 趙麗娜 | 城南的人文學講座營員。其實為了得到支援金，只在文化中心簽到。包括可疑的會面應用程序兼職在內，不擇手段地堅持著艱難的世界。                                            |
| 徐碧俊           | 趙宇燦 | 麗娜同父異母的弟弟。 雖然在沒有實際內容的情况下做了很長時間的企劃公司練習生生活，但是以電暈為藉口出道後在Trot比賽中也被淘汰。 在這期間，到處欠下的債就有5千萬韓元。 |
| 金承鎬           | 金秀賢 | 宇燦的好弟弟。“同樣是企劃公司練習生出身” 每當聽到“睜大眼睛”的話，就會激動地闖禍。                                                                                   |
| 權多涵           | 河允珠 | NCORE主席。 |
| 柳景煥           | 韓尚植 | NCORE首席科技官。 |
| 李柱元           | 安恩慶 | 消除性騷擾和性暴力泛政府審查小組顧問。 |
| 李善（聲音出演） | 金賢珠 | |

## 獲獎與提名
| 年份   | 頒獎典禮              | 獎項                  | 入圍者                         | 結果 |
| 2022年 | 第58屆百想藝術大獎    | 電視部門 電視劇作品獎 | 既然這樣就去青瓦台             | 提名 |
| 2022年 | 第58屆百想藝術大獎    | 電視部門 導演獎       | 尹成浩                         | 提名 |
| 2022年 | 第58屆百想藝術大獎    | 電視部門 劇本獎       | 金弘基、朴努里、崔成鎮、尹成浩 | 提名 |
| 2022年 | 第58屆百想藝術大獎    | 電視部門 男子配角獎   | 李學周                         | 提名 |
| 2022年 | 第1屆青龍系列大獎     | 電視部門 最佳女主角獎 | 金成鈴                         | 提名 |
| 2022年 | 第1屆青龍系列大獎     | 電視部門 最佳男配角獎 | 李學周                         | 獲獎 |
| 2022年 | 第8屆APAN Star Awards | OTT 女子最優秀演技獎  | 金成鈴                         | 獲獎 |

### 引見
1. ↑  草莓. . 韓星網. 2021-11-03  [2022-04-12]. （原始内容存档于2022-04-21） （中文（繁體））.